# Schizonycha exigua
Schizonycha exigua är en skalbaggsart som beskrevs av Brenske 1898. Schizonycha exigua ingår i släktet Schizonycha och familjen Melolonthidae. Inga underarter finns listade i Catalogue of Life.